# زيلالسان
الملك نارفاس أو زيلالسان، هو أقدم ملك تاريخي مثبت عُرف عن مملكة الماسيل «نوميديا الشرقية» ولكنه ليس أول ملوكها بل هو فقط أحد الملوك الذين عاشوا في القرن الرابع ق.م ويكون على الأرجح أحد أجداد الملك النوميدي «ماسنسن» ماسينيسا الذي سيوحّد مملكة نوميديا بعد ذلك في نهاية القرن الثالث ق.م.

## تاريخ
زيلالسان هو ابن أيليماس وأبو ڨايا وجد ماسينيسا، وهو من أعظم الملوك في تاريخ شمال افريقيا الذين عملوا على توحيد المملكة النوميدية وأسرته الملكية.